# Dierlijke lijm
Dierlijke lijm (beender-, huiden- of vislijm) is een lijm die bestaat uit het dierlijke gelatine. De lijmverbinding komt tot stand door afkoeling en daardoor opdikken van de gelatineoplossing. (Gelatine lost op in warm water.)
Wordt soms ook vleeslijm genoemd, niet te verwarren met de vleeslijm gebruikt in de vleesindustrie.
Toepassingsgebieden zijn:
- Voedingsindustrie
- Schilderkunst (als grondering)
- Muziekinstrumentenbouw
- Meubelrestauratie
- Impregneren van schildersdoek
- Boekbinderslijm
- Schoenindustrie